# Apastovsky (distrito)
Apastovsky é um distrito do Tartaristão, uma das repúblicas da Rússia.